# 兹拉坦·阿尔瑙托维奇
兹拉坦·阿尔瑙托维奇（羅馬化：Zlatan Arnautović，1956年9月2日—），塞尔维亚男子手球运动员。他曾代表南斯拉夫参加1980年和1984年夏季奥林匹克运动会手球比赛，其中1984年奥运会获得一枚金牌。